# Hernemolen

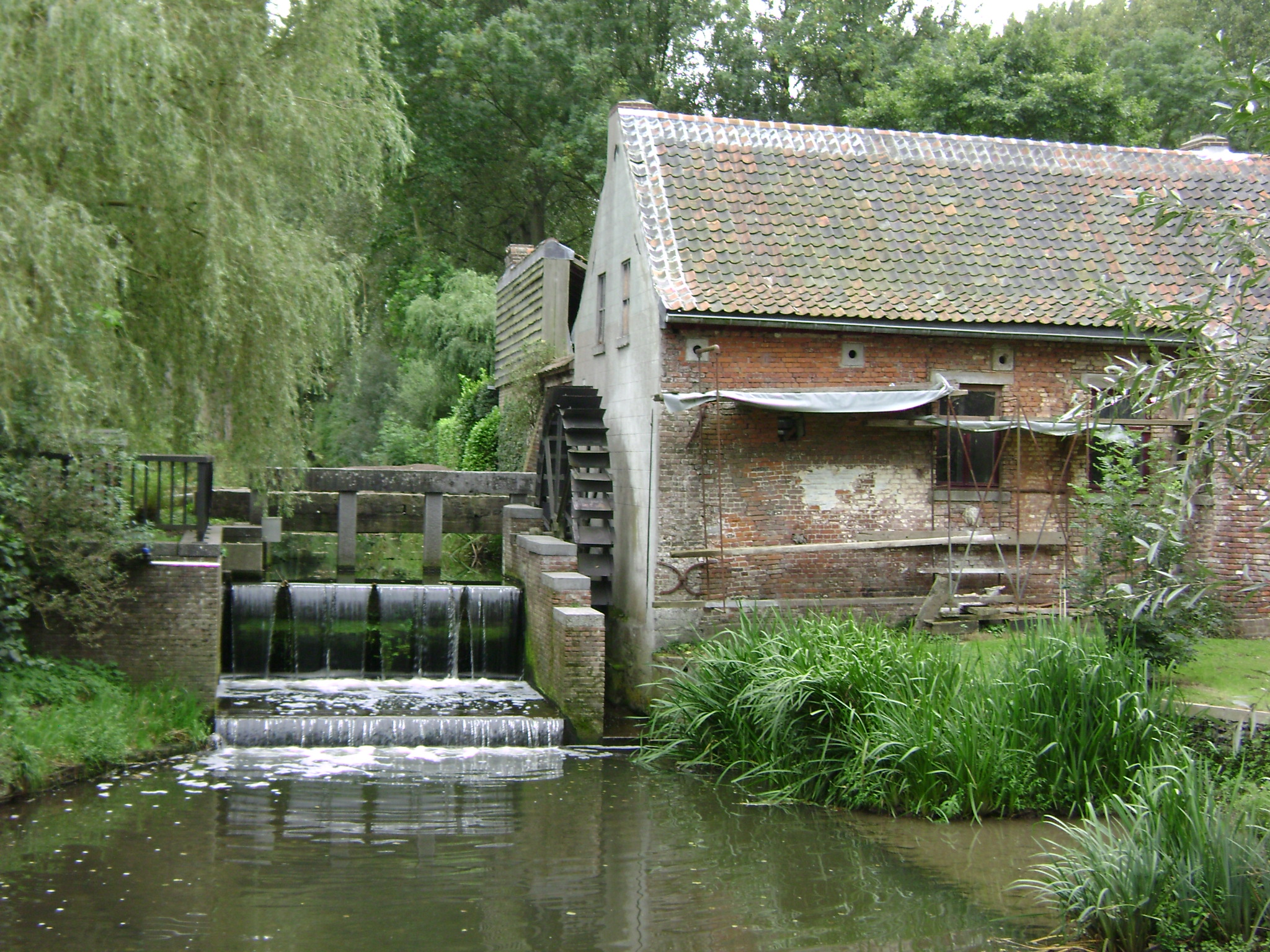
De Sint-Waltrudismolen of Hernemolen in 2008

De Hernemolen (ook: Sint-Waltrudismolen) is een watermolen in de Vlaams-Brabantse plaats Herne, gelegen aan Rendries 1.
Deze onderslagmolen op de Mark fungeerde als korenmolen.

## Geschiedenis
Al in 1219 was er sprake van een watermolen op deze plaats. De molen kwam in handen van het Sint-Maltrudiskapittel te Bergen.
De molen was in bedrijf tot 1955. Later werd het molenhuis omgebouwd tot woning. Wel bleef het metalen onderslagrad aanwezig en dit werd gerestaureerd.